# SEAL Team 8: Behind Enemy Lines
SEAL Team 8 Behind Enemy Lines, es una película estrenada el 1 de abril de 2014. La película es la cuarta entrega así como la secuela de "Behind Enemy Lines", "Behind Enemy Lines II: Axis of Evil" y "Behind Enemy Lines: Colombia".
La película se centra en un equipo de Navy SEAL de los Estados Unidos son enviados en una misión no autorizada a África para encontrar una operación minera en secreto e impedir que el uranio caiga en manos de terroristas.

## Historia
Un equipo de SEALS de la armada de los Estados Unidos son enviados a Sudáfrica para realizar la extracción de Tom, agente de la CIA y Zoe, su informante que han sido descubiertos y secuestrados, después de encontrar a la informante quien les da información sobre unas minas, el equipo recibe nuevas órdenes: buscar la mina de uranio, detener la venta y exponer al comprador.
Mientras intentan llegar a la mina, el equipo se enfrenta contra varios cabecillas, Dan muere luego de que un explosivo lo alcanzar, y más tarde mientras se encuentran en la mina Vic y Bubba mueren luego de ser aplastados por escombros luego de una explosión.
Cuando Case y Jay se dan cuenta de que la informante Zoe los había engañado y que ella era en realidad "Malin" la persona que estaba detrás de la venta del uranio que causaba que la gente que trabajaba en la mina muriera de envenenamiento y que los había estado manipulado desde el inicio la confrontan, ambos salen heridos y Zoe y uno de sus hombres Amjad se llevan a Jay. El comandante Ricks manda apoyo y rescatan a Case quien les cuenta todo lo sucedido y que yoda la información que la CIA creía tener había sido plantada por la propia Zoe.
Cuando Case encuentra el sitio donde Amjad está intercambiando el uranio lo sigue y encuentra a Zoe/Malin quien le ordena a sus hombres que maten a Case, luego de lograr matar a algunos de los hombres de Zoe, Case logra huir y cuando encuentra a Jay este logra desatarse y ambos luchan contra varios hombres armados, finalmente Case logra matar a Zoe mientras que Jay mata a Amjad. 
El comandante Ricks les ordena tomarse unas vacaciones pero Case y Jay deciden regresar a la aldea donde varios habitantes habían sido asesinados por Ntonga y los ayudan a reconstruir sus casas.

## Reparto

### Personajes Principales
- Lex Shrapnel como Case, miembro del equipo de SEALS y jefe de la operación.
- Anthony Oseyemi como Jay, miembro del equipo de SEALS.
- Colin Moss como Dan, miembro del equipo de SEALS.
- Darron Meyer como Victor "Vic", miembro del equipo de SEALS.
- Michael Everson como Bubba "Bubs", miembro del equipo de SEALS.
- Tom Sizemore como el Comandante Ricks.
- Langley Kirkwood como el Teniente Parker.
- Aurélie Meriel como Zoe Jelani/Malin, la informante local de la CIA que en realidad resulta ser la encargada de la venta del uranio.

### Personajes Adicionales
- Keeno Lee Hector como "California", miembro del ejército y encargado del apoyo del dron U.A.V.
- Glen Biderman-Pam miembro del ejército y el segundo piloto del dron U.A.V.
- Tanya van Graan como Collins, miembro del ejército y una de las encargadas de comunicaciones.
- Bonnie Lee Bouman como una oficial del ejército.
- Eugene Khumbanyiwa como un suministrador de armas.
- Dylan Edy como Amjad, un agente iraní con lazos con la célula terrorista de Al-Shabaab.
- Leroy Gopal como el General Japhet Ntonga, un rebelde, buscado por crímenes de guerra y genocidio.
- Tom Seborn, miembro de la CIA y manejador del contacto.

## Producción
Fue dirigida por Roel Reiné, quien también trabajó en la cinematografía, contó con el apoyo en la producción de David Wicht y en el guion de Brendan Cowles y Shane Kuhn.
La música estuvo bajo el cargo de Mark Kilian, mientras que la edición de Radu Ion.
La película tiene lugar y se filmó en África.